# Odette Pauvert

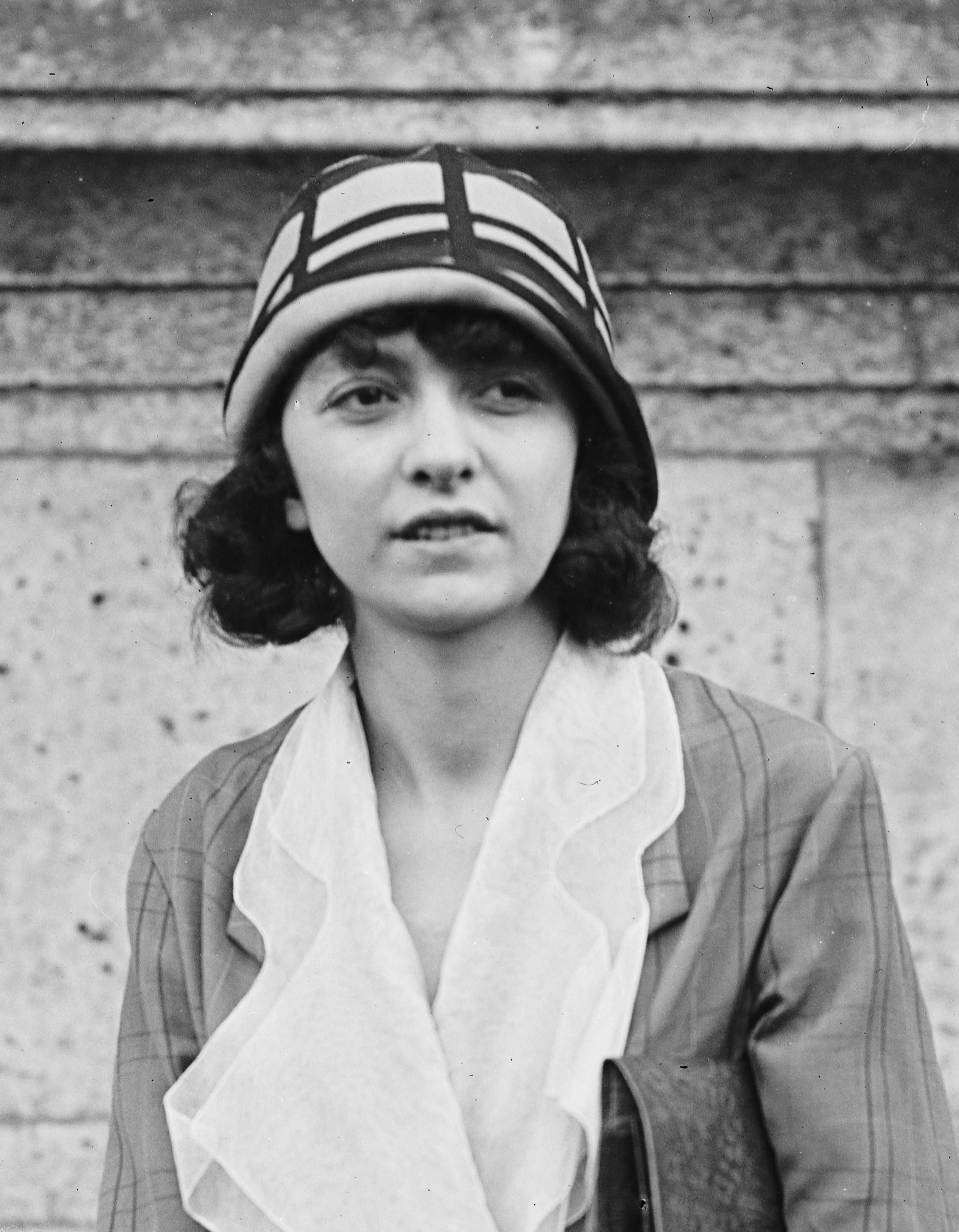
Fotografie von Odette Pauvert (1925)

Odette Pauvert, auch bekannt als Odette-Marie Pauvert oder Odette Pauvert-Tissier (* 10. November 1903 in Paris; † 26. Mai 1966 ebenda), war eine französische Malerin und Illustratorin. Sie gewann als erste Frau den Prix de Rome für Malerei.

## Leben
Odette Marie Pauvert wurde als Tochter des Malers Henri Pauvert (1864–1951) und Louise Pauvert, geborene Cochet (1870–1950), in Paris geboren. Ihre Eltern und ihre Schwester Marguerite Pauvert (1902–1983) waren ebenfalls Maler. Zunächst erhielt sie Unterricht bei ihrer Mutter, bevor sie die Académie Humbert von Fernand Humbert besuchte.
Bereits in jungen Jahren errang sie mit ihrer Kunst mehrere Erfolge, im Jahr 1922 gewann sie den Jauvin Prize d’Attainville. Im Salon des Artistes Français, wo sie regelmäßig ausstellte, erhielt sie 1922 eine lobende Erwähnung, 1924 eine Bronzemedaille, 1923 und 1926 eine Silbermedaille und 1928 eine Goldmedaille. 1925 gewann sie, trotz der Gegenstimmen von Jean-Louis Forain und Albert Besnard, den Grand Prix de Rome für Malerei und verbrachte anschließend einen vierjährigen Aufenthalt an der Académie de France à Rome (Villa Medici) in Rom. Nach ihrer Rückkehr 1929 nahm sie an mehreren offiziellen Projekten teil, unter anderem arbeitete sie an mehreren Pavillons für die Weltausstellung 1937 in Paris.

## Auszeichnungen (Auswahl)
- 1922: Jauvin-d’Attainville-Preis
- 1925: Grand Prix de Rome
- 1928: Goldmedaille des Salon des Artistes Français